# チェンバース ハラップ社
チェンバーズハラップ出版社（Chambers Harrap Publishers）は、1819年創業のイギリスのスコットランドにある出版社である。学校教材や辞書など教育関係に強い出版社である。
1819年に、W. & R. Chambers Publishers出版社を政治家のウィリアム・チェンバースと、『創造の自然史の痕跡』で知られる科学者のロバート・チェンバースの2人の兄弟が創業した。この2人は、『チェンバーズ百科事典』を製版したことでも有名である。
1990年代初頭に、仏英辞典や対訳辞書などを作っていたハラップ社を購入し、現在の形となった。

## 参照
1. 1 2  "WriteWords検索 Chambers Harrap Publishers Ltd"  2014年3月16日 参照
2. ↑  上記が見当たらない場合、

## 関連文献
- en:Chambers Dictionary
- en:Chambers's Edinburgh Journal
- en:Harrap's Shorter French Dictionary